# Hemitriccus furcatus
El titirijí tijereta o mosqueta tijereta (Hemitriccus furcatus) es una especie de ave paseriforme de la familia Tyrannidae perteneciente al numeroso género Hemitriccus. Es endémica del este de Brasil.

## Distribución y hábitat
Se distribuye poe el centro este y sureste de Brasil en Bahia, extremo sur de Minas Gerais, Río de Janeiro y noreste de São Paulo.
Esta especie es considerada rara y local en su hábitat natural: el denso sotobosque de los bordes de bosques húmedos de la Mata Atlántica, por debajo del los 1200 m de altitud generalmente en matorrales de bambú.

## Estado de conservación
El titirijí tijereta ha sido calificado como vulnerable por la Unión Internacional para la Conservación de la Naturaleza (IUCN) debido a que su pequeña población, estimada entre 2500 y 10 000 individuos maduros, y su zona de distribución están severamente fragmentadas y en rápida decadenci como resultado de la continua pérdida de hábitat.

## Descripción
Mide 11 cm de longitud. El plumaje del dorso es verde oliva, con barras negras en las alas; la cabeza parda o marrón con visos brillantes rufos; el mentón y la garganta son blancuzcos; el pecho es gris. La cola es bifurcada con puntas blancas y líneas oscuras.

## Alimentación
Se alimenta de insectos. Busca alimento individualmente en los estratos bajo y medio, principalmente en las hojas de bambú, donde atrapa las presas en vuelos cortos.

## Sistemática

### Descripción original
La especie H. furcatus fue descrita por primera vez por el naturalista francés Frédéric de Lafresnaye en 1846 bajo el nombre científico Todirostrum furcatum; su localidad tipo es: «"Brasil", restringido posteriormente para Rio de Janeiro».

### Etimología
El nombre genérico masculino «Hemitriccus» se compone de las palabras del griego « ἡμι hēmi» que significa ‘pequeño’, y « τρικκος trikkos»: pequeño pájaro no identificado; en ornitología, «triccus» significa «atrapamoscas tirano»; y el nombre de la especie «furcatus» proviene del latín y significa ‘bifurcado’.

### Taxonomía
La presente especie estuvo anteriormente separada en un género monotípico Ceratotriccus, con base en la distintiva cola, alargada y bifurcada. Es monotípica.